# 129 Antígona
Antígona (asteroide 129) é um asteroide da cintura principal com um diâmetro de 113 quilómetros, a 2,25730471 UA. Possui uma excentricidade de 0,21285798 e um período orbital de 1 773,79 dias (4,86 anos).
Antígona tem uma velocidade orbital média de 17,58831356 km/s e uma inclinação de 12,21802055º.
Este asteroide foi descoberto em 5 de fevereiro de 1873 por Christian Peters.
Este asteroide recebeu este nome em homenagem à personagem Antígona da mitologia grega.